# Chevêchette du Pérou
Glaucidium peruanum
Espèce
Statut de conservation UICN

 LC  : Préoccupation mineure
Statut CITES
La Chevêchette du Pérou (Glaucidium peruanum) est une espèce d'oiseaux de la famille des Strigidae.

## Répartition
Cette espèce vit en Équateur et au Pérou.